# Петер Біхсель
Петер Біхсель (нім. Peter Bichsel; 24 березня 1935 — 15 березня 2025) — швейцарський письменник і журналіст.

## Життя та кар'єра
Біхсель народився в Люцерні 24 березня 1935 року в сім'ї робітників.  Незабаром родина переїхала до Ольтена, де він закінчив школу та почав працювати вчителем початкової школи. З 1974 по 1981 рік Біхсель був особистим радником Віллі Річарда, члена Швейцарської федеральної ради.
У період з 1972 по 1989 роки він працював письменником-резидентом і запрошеним лектором у кількох американських університетах. Починав публікувати короткі ліричні твори в газетах, а перший успіх у прозі здобув у 1960 році. Взимку 1963–1964 років він проходив курс з письменницької прози. Одним із найвідоміших його творів є збірка оповідань «І справді пані Блюм дуже хотіла б зустрітися з молочником», опублікована в 1964 році. Не менш популярними стали його Дитячі оповідання, написані у формі кумедних казок. . Петер Біхсель рано покинув професійну педагогічну кар’єру. 
З 1957 по 1995 рік Біхсель був членом Соціал-демократичної партії Швейцарії. Також він був членом Групи 47. У 1981 році він був членом журі 31-го Берлінського міжнародного кінофестивалю. 
Спадок Петера Бікселя зберігався у Швейцарському літературному архіві в Берні. 
Біхсель помер у Цухвілі 15 березня 2025 року.

## Премії та відзнаки

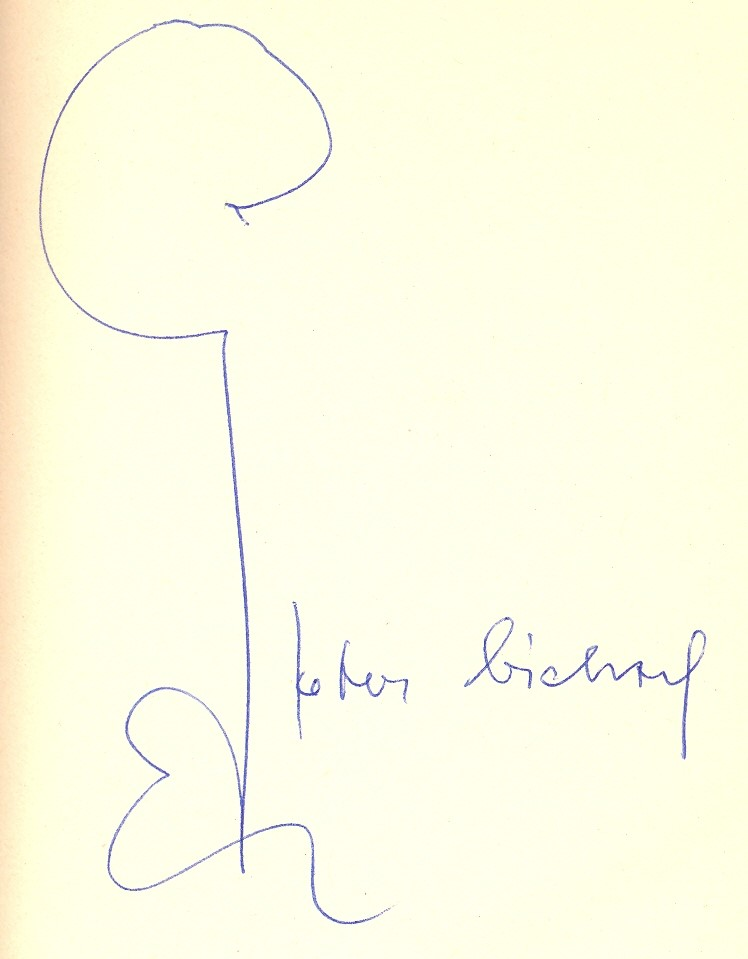
Автограф Пітера Бікселя

- 1965 — Премія «[Група 47]» (Preis der Gruppe 47)
- 1981/82 — Премія Берген-Енкгайма (Stadtschreiber von Bergen)
- 1996 — Премія Майнца (Mainzer Stadtschreiber)
- 1999 — Премія Ґотфріда Келлера (Gottfried-Keller-Preis)
- 2000 — Європейська премія з есеїстики імені Шарля Веййона
- 2000 — Літературна премія Касселя (Kasseler Literaturpreis)
- 2004 — Почесний доктор теології, [Базельський університет]
- 2011 — Літературна премія кантону Золотурн (Solothurner Literaturpreis)

## Збірки коротких оповідань
- Спроби про Джино (нім. Versuche über Gino, 1960)
- І справді пані Блюм дуже хотіла б зустрітися з молочником: 21 історія (нім. Eigentlich möchte Frau Blum den Milchmann kennenlernen: 21 Geschichten, 1964)
- Пори року (нім. Die Jahreszeiten, 1997)
- Дитячі історії (нім. Kindergeschichten, 1970)
- Швейцарія швейцарця: есеї (нім. Des Schweizers Schweiz: Aufsätze, 2005)
- Зміст нудьги (нім. Inhaltsangabe der Langeweile, радіоп’єса, 1971)
- Історії невчасно: колонки 1975 – 1978 (нім. Geschichten zur falschen Zeit: Kolumnen 1975 – 1978, 1998)
- Читач. Розповідання: Франкфуртські поетичні лекції (нім. Der Leser. Das Erzählen: Frankfurter Poetik-Vorlesungen, 1997)
- Учителювання (нім. Schulmeistereien, 1998)
- Бузант: про пияків, поліцейських і прекрасну Магелону (нім. Der Busant: von Trinkern, Polizisten und der schönen Magelone, 2000)
- Десь в іншому місці: колонки 1980 – 1985 (нім. Irgendwo anderswo: Kolumnen 1980 – 1985, 1999)
- Хотіли б ви бути Моцартом? (нім. Möchten Sie Mozart gewesen sein?, 2006)
- Навпаки: колонки 1986–1990 (нім. Im Gegenteil: Kolumnen 1986 – 1990, 1999)
- До міста Парижа: історії (нім. Zur Stadt Paris: Geschichten, 1993)
- Проти нашого листоноші нічого не можна було вдіяти (нім. Gegen unseren Briefträger konnte man nichts machen, 2002)
- Тотальні демократи: есеї про Швейцарію (нім. Die Totaldemokraten: Aufsätze über die Schweiz, 1998)
- Черубін Гаммер і Черубін Гаммер (нім. Cherubin Hammer und Cherubin Hammer, 2001)
- Усе, чому я навчився: колонки 1995 – 1999 (нім. Alles von mir gelernt: Kolumnen 1995–1999, 2000)
- Подорожі потягом (нім. Eisenbahnfahren, 2015)
- Ізабеллового кольору зимова школа доктора Шлеєра: колонки 2000 – 2002 (нім. Doktor Schleyers isabellenfarbige Winterschule: Kolumnen 2000 – 2002, 2003)
- Солодка отрута букв: промови про літературу (нім. Das süsse Gift der Buchstaben: Reden zur Literatur, 2004)
- Де ми живемо: історії (нім. Wo wir wohnen: Geschichten, 2004)
- У весняній гавані Берна (нім. Im Hafen von Bern im Frühling, 2017)
- Колонки, колонки (нім. Kolumnen, Kolumnen, 2018)
- Навіть у віслюка є душа: ранні тексти та колонки 1963 – 1971 (нім. Auch der Esel hat eine Seele: frühe Texte und Kolumnen 1963 – 1971, 2020)
- Взимку з банановими деревами треба щось робити: історії для холодної пори року (нім. Im Winter muss mit Bananenbäumen etwas geschehen: Geschichten für die kalte Jahreszeit, 2021)
- Прекрасна сестра Нудьга: історії на кожен день (нім. Die schöne Schwester Langeweile: Geschichten für jeden Tag, 2023)

## Додаткова інформація
- Рольф Юкер, ред. (1996). Пітер Біхсель. Кардіфф: Видавництво Університету Уельсу. ISBN (identifier)|ISBN 978-0-7083-1380-0
- Вінета Колбі (1985). «Пітер Біхсель». Світові автори, 1975–1980 . Нью-Йорк: Вілсон. ISBN (identifier)|ISBN 978-0-8242-0715-1.

1. ↑  Чеська національна авторитетна база даних
2. ↑  Bibliothèque nationale de France BNF: платформа відкритих даних — 2011.
3. ↑  Der Grossmeister des Kleinen: Peter Bichsel mit 89 Jahren gestorben. Schweizer Radio und Fernsehen (SRF). 17 березня 2025. Процитовано 17 березня 2025. (німецькою)
4. ↑  Reinacher, Pia (17 березня 2025). Peter Bichsel gestorben: Zum Tod des Schweizer Schriftstellers. FAZ.NET. Процитовано 17 березня 2025. (німецькою)
5. ↑  PETER BICHSEL. GESCHICHTEN. walktanztheater. 22 березня 2019. Процитовано 17 березня 2025. (німецькою)
6. ↑  Berlinale 1981: Juries. berlinale.de. Процитовано 22 серпня 2010.
7. ↑  Bichsel, Peter: Archiv Peter Bichsel. Schweizerisches Literaturarchiv. 10 червня 2001. Процитовано 17 березня 2025. (німецькою)
8. ↑  Celebrated Swiss author Peter Bichsel dies aged 89. Swiss Info. 17 березня 2025. Процитовано 17 березня 2025.